# Slipknot (personaggio)
Slipknot è un personaggio dei fumetti DC Comics creato da Joey Cavalieri, Gerry Conway (testi) e Rafael Kayanan (disegni), apparso per la prima volta sulle pagine di Fury of Firestorm n. 28 dell'ottobre 1984.

## Biografia
Christopher Weiss lavorava per un'azienda chimica del sud degli Stati Uniti. Dopo essere riuscito a sviluppare una formula che gli permetteva di creare corde super resistenti, ha intrapreso la carriera criminale sotto il nome di Slipknot.
Troverà un alleato in Multiplex cercando di aiutarlo a sconfiggere Firestorm, ma poi verrà arrestato. In seguito al suo arresto viene selezionato per entrare a far parte della Squadra Suicida per fronteggia la minaccia dei robot extraterrestri noti come Manhunters, combattendo al fianco di Bronze Tiger e Capitan Boomerang, sotto la supervisione di Rick Flag. La squadra scopre che la roccaforte dei Manhunters si trova in una palude vicina al carcere di Belle Reve. Tutti i criminali appartenenti alla Squadra Suicida hanno una bomba collegata al braccio che esploderà nel caso uno di loro tenti la fuga; durante la missione, in cui le capacità di Weiss si rivelano inutili, lui decide di scappare specialmente dopo che Capitan Boomerang azzarda l'ipotesi che la bomba collegata al braccio è solo una minaccia a vuoto e che sicuramente non esploderà in seguito a un tentativo di fuga. Weiss scappa ma la bomba inizia a emettere un segnale aucustico lampeggiando, Weiss ignora la cosa ma alla fine, al contrario di come aveva affermato Harkness, la bomba esplode, infatti Harkness non era sicuro del funzionamento delle bombe perciò aveva istigato Weiss alla fuga solo per accertarsi della cosa.
La missione si conclude con un successo mentre Slipknot sopravvive all'esplosione perdendo però il braccio destro, venendo soccorso da Lashina.
Durante la trama di Crisi infinita Slipknot viene catturato dagli OMAC insieme ad altri criminali per delle esecuzioni ma riesce a scappare grazie all'aiuto di Tim Drake, venendo però catturato un'altra volta, viene così messo agli arresti.
Prende parte alla miniserie Final Crisis Aftermath: Ink; Slipknot combatte contro Mark Richards usando il suo nuovo braccio bionico in sostituzione a quello perso durante la sua missione con la Squadra Suicida. Richards danneggia il braccio meccanico di Weiss, quest'ultimo per ritorsione uccide il figlio di Richards. Deathstroke cattura Slipknot portandolo da Richards il quale vendica suo figlio decapitando Weiss.

## Poteri e abilità
Christopher Weiss non possiede nessun superpotere, la sua specialità sta nell'uso delle corde, intrise di un additivo chimico di sua creazione che le rende quasi indistruttibili, ciò evidenzia anche le sue discrete doti nella conoscenza della chimica. Oltre a ciò è un assassino professionista, è fisicamente molto forte e ciò gli permette di uccidere velocemente le persone strangolandole con le sue corde, essendo il suo modus operandi preferito nelle esecuzioni dei suoi omicidi.

## Altri media

### Cinema
Slipknot è stato interpretato da Adam Beach come antagonista minore nel film Suicide Squad (2016). Nella pellicola, viene descritto come un mercenario in grado di arrampicarsi sui muri, servendosi delle proprie corde e rampini. Durante l'intervento della Squadra Suicida a Midway City, Capitan Boomerang lo convince a tentare la fuga credendo che le nanobombe impiantante nei loro colli siano solo un'invenzione per tenerli a bada. Quando Slipknot tenta la fuga, Rick Flag fa detonare la carica esplosiva uccidendo il mercenario sul colpo. In un'intervista, Beach ha rivelato che nella finzione cinematografica Slipknot è stato catturato da Wonder Woman.